# (22628) Michaelallen
(22628) Michaelallen (1998 KV39) – planetoida z pasa głównego asteroid okrążająca Słońce w ciągu 3,77 lat w średniej odległości 2,42 j.a. Odkryta 22 maja 1998 roku.